# Літні сни
«Лі́тні сни» — радянський художній фільм  1972 року, знятий режисером  Віталієм Кольцовим.

## Сюжет
Живуть в кубанському селі дві пари молодят. Але приїзд красуні, нової керівниці художньої самодіяльності, вносить розлад у сім'ї. Чоловіки починають регулярно ходити на репетиції вистави, приуроченої до відкриття Палацу культури. І тоді козачки прохають сторожа стежити за їх чоловіками. Але діда частенько долає сон, причому, як правило, недоречно. Перемішавши по-старечому сновидіння з дійсністю, він заплутує своїми розповідями оточуючих. Невинний флірт в його уяві перетворюється на викрадення з вбивством на ґрунті ревнощів. У справу втручається міліція. А Маша знаходить своє щастя з колгоспним поетом і музикантом Андрієм Бджілкою.

## У ролях
- Анатолій Вєдєнкін - Серафим Чайка «Простак», чоловік Галини
- Людмила Гурченко — Галина Назарівна Сахно
- Наталя Фатєєва — Павлина Федорівна Козанець, голова
- Віталій Шаповалов — Степан Григорович Козанець, чоловік голови Павлини
- Георгій Бурков — Галушко, капітан міліції
- Євген Герасимов — Бджілка, Андрій Платонович. «Що ти знаєш у коханні, гармоніст нещасний! Ти тільки й знаєш, що поголів'я курей збільшувати!»
- Сергій Мартінсон — головбух
- Віктор Семенов
- Микола Трофимов — Слива
- Галина Федотова — Маша Чебукова, керівник колгоспної самодіяльності
- Олена Вольська — дама
- Расмі Джабраїлов — Попик
- Л. Зайцева — епізод
- Т. Зайцева — епізод
- Ігор Колодій — епізод
- Галина Комарова — дівчина в міліції
- Ольга Муліна — епізод
- Юрій Смирнов — затриманий «Нечайка»
- Микола Сморчков — глядач
- Всеволод Соболєв — старшина міліції